# マグマイザー
『マグマイザー』（欧文表記：MAGMIZER）は、BSスカパー!で2017年5月10日から毎週水曜日21:00 - 21:30に放送されていた全5話の特撮連続テレビドラマのタイトル、および作中で主人公が変身するヒーローの名称。
キャッチコピーは「彼らが神雄（カミオス）だ」。

## 概要
2015年3月、映像ディレクターの古屋雄作がAV男優をエネルギー源にしたヒーローという企画を思いつき、2016年6月に3分33秒のパイロット予告を作成。連続ドラマおよび長編映画化をめざしマグマイザープロジェクトを立ち上げる。その時点では全く本編が存在していなかったが、2016年12月19日に連続テレビドラマ化が決定した。
当初は2017年3月10日から放送予定であったが、出演者である大島丈の逮捕によって初回放送は5月10日へ延期された。
なお、AV男優は登場するが、エロ要素は一切ない。9月20日にBlu-ray＆DVDを発売。ブックレットには作中描かれなかった登場人物の好きなAVジャンル、神雄の得意技などが記述された。

## あらすじ
2017年、人間の男性のみを襲う「黒の一族」が現れた。襲われた男性は白い液を口から吐き出し次々と倒れていく。その時、街では口ひげをはやした「リアル原人」の目撃情報がSNSで拡散されていた。彼の名は真熊烈。予言書に書かれていた神雄（カミオス）を探しに山村を降りてきたのだ。

## 登場人物

### マグマイザーとその周囲の人物
真熊 烈（まぐま・れつ）
情報が遮断された山村で育った主人公。鍛えることにストイックであるが、色恋に興味がなく女性経験もない世間知らず。もちろんAV男優という職業の存在も知らない。家族以外とあまり交流しなかったせいか、人類滅亡より仕事を優先する神雄（カミオス）の行動が理解できず、妙に高圧的な話し方をするが、ほかの接し方を知らないだけで基本的には正義感に熱く優しい性格。父や姉など家族を黒の一族に殺されたため、黒の一族を敵としており予言書に書かれた変身法で「超戦士・マグマイザー」に変身し、黒の一族と戦う。男性ホルモンを豊富に持つため髭が濃く、胸毛も生えている。変身に必要な神雄の場所を精神統一で感じられる特技を持つ。
マグマイザー
真熊 烈が「マグマ粒子」を受け取ることにより変身する強化人間。「半径2.5メートル以内に男優がいないと変身も戦闘もできない」という特徴を持つ。変身ポーズはAV男優の股間に顔を密着させる“マグマイン”。古屋いわく、神雄から超自然的な力をもらうため、第三の目である額からエネルギーを得ることを表現しているという。6人のAV男優を同時にマグマインすることで、体の一部がオーロラ状に光り輝くパワーアップが可能。テレビ版終盤にはニュース報道により、世間に、人類の敵と認識されてしまう。
真熊 焦（まぐま・こがる）
烈の祖父であり、師匠。戦時中に真求磨天術を編み出し、日本軍の極秘戦士として戦場で活躍。真求磨天術秘伝中の秘伝とされる「神雄による変身」は、女性経験をすると無効になることを経験したため、烈が女性に興味を示すことを全力で阻止している。好きな体位は立ちバック。好きなジャンルは熟女もの。
永宮 かおる（ながみや・かおる）
文報社勤務のジャーナリスト。ニュース配信メディア「REASON」記者。イエロージャーナリズムを扱う毎日に飽きていたところ、ネットで「リアル原人」と話題になっていた烈と偶然出会い、「やっときた人に見せられる仕事」と取材対象として追跡する。烈いわく「女」。マグマイザーの命名者。
御左口 陽（みさぐち・あきら）
東京東海大学教授。科学者であり考古学者。変わり者。マグマインの見えるスコープを持つ。予言書から世界の終焉があと10日であることを解読する。かつては国の危機を救う実績もあったが、現在は信用を落としておりY染色体を救う計画も取り合ってもらえていない。好きなジャンルはナンパミラクルシリーズとデビューもの。
島田啓悟（しまだ・けいご）
文報社「REASON」編集長。永宮の記事に上からNGが出るが、強引に掲載を決定するなど協力的。のちに報道規制が出た際にはかおるに警告を出している。好きなジャンルは野外もの。

### 神雄（カミオス）
一般男性と比べ桁違いのマグマ粒子を持つ人物たち。そのため、真熊 烈をマグマイザーへと導く力を持っている。なお、自分自身は変身できず特殊な力を得ることもできないが、マグマイザーの半径2.5メートル以内にいないとマグマイザーの変身が解けてしまうため、否が応にも戦闘に参加することになる。つまるところかなり迷惑なのだが、マグマイザーの必死に戦う姿に心を打たれ、やがて協力し始めることとなる。
しみけん
AV男優。撮影帰りに烈と出会い困惑する。烈の考えに当初より理解を示すが、危険が伴うことから戦闘参加には躊躇。最終決戦にブルゾン、ジーンズスタイルで駆けつける。得意技は後背位の亜種である「ロールスロイス」。
大島 丈
AV男優。6人の神雄ではムードメーカー。時間を問わずストーカーのように追いかけてくる烈を不審がる。最終決戦に黒いコートで駆けつける。丈一、丈二という2人の息子がいる。得意技は変形背面騎乗位の「大島固め」。
黒田 悠斗
AV男優。撮影現場につきまとう烈に恐怖を感じる。アウトローで現実志向のため田淵の協力をかっこつけと一蹴するなど反発も多いが、大島の説得や吉村が襲われたこともあり、烈への協力を約束する。最終決戦にボクサーパンツで駆けつける。得意技は「激ピストン駅弁」。
田淵 正浩
AV男優。基本的に背広姿で登場。著書『男ノ作法』を内閣官房長官に差し入れした。業界歴30年のベテランで、6人の神雄のまとめ役でありスケジュールの調整役。黒田となにかとかみ合わないことが多い。最終決戦にも背広姿で駆けつける。得意技は「田淵式側位」。
森林 原人
AV男優。有名大学出身でIQが高い。田淵らから烈のことを聞いていたため、交渉術などを教示する。持ち前の推理力と正義感から撮影を中断して烈の行動に最初に協力した。最終決戦にはバスローブ姿で駆けつける。得意技は舌技「森のさえずり」。
吉村 卓
AV男優。ギャラが出ない仕事は受け付けないと烈への協力を断る。自身も真正包茎であったことから烈に女性経験がないことに同情し「心のパンツはなかなか脱げない」と飲みに誘うが、帰り道で黒の一族に腹を拳で貫かれる重傷を負う。最終決戦にはブリーフ一丁で駆けつける。得意技はてこの原理を利用した「ヨシムラ」。
志良玉 弾吾
AV男優。2話に登場。烈の路上スカウトを断る。
トニー大木
AV男優。2話に登場。烈の路上スカウトを北京語で断る。

### 黒の一族
人類とは別の魔族の集団。政府からは国家機密扱いとされており、彼らの行った事件報道は隠蔽されている。
シュヴァルツ
真熊一族によって滅ぼされた黒の一族の生き残り。男性（厳密には男性の持つY染色体）のみを攻撃し人類を途絶えさせる「ホモサピエンス絶滅計画」を実行し、地球を自身の持つ魔族の遺伝子で支配、種の起源になることを夢とする。
朧（おぼろ）
黒の一族の生き残りで、数少ない純血種。力が覚醒すると自分では制御できない。

## キャスト
- 真熊 烈 / マグマイザー - 河野朝哉（少年時代 - 太田温）
- 永宮 かおる - 竹内佳菜子
- 御左口 陽 - 川島潤哉
- 大島 丈 - 大島丈
- 黒田 悠斗 - 黒田悠斗
- しみけん - しみけん
- 田淵 正浩 - 田淵正浩
- 森林 原人 - 森林原人
- 吉村 卓 - 吉村卓
- 真熊 焦 - 久保酎吉
- シュヴァルツ - 谷田歩
- 朧 - 板橋駿谷
- 島田 啓悟 - 水野直
- 内閣官房長官・笹尾 真由美 - 三谷悦代
- 内閣総理大臣補佐官・志藤 輝臣 - 岩本淳
- 志良玉 弾吾 - 志良玉弾吾
- トニー大木 - トニー大木
- 太一 - 河口瑛将
- 真熊 照 - 河井樹
- 笹尾 修哉 - 山本恒聖
- 丈一 - 石澤柊斗
- 丈二 - 田辺レオ
- 真熊 鷹 - 加藤鷹

## スタッフ
- 企画・原作 - 古屋雄作
- 脚本 - 古屋雄作、藤澤浩和
- 音楽 - 山田康人
- 監督 - 古屋雄作、高橋正弥
- アクション監督 - 古賀亘
- 撮影 - 葛西誉仁
- 製作 - 上田徹、市川マミ
- 美術 - 山下杉太郎
- スーツ制作 - 只野安保、yoshi☆yasu
- スーツアクター - 原隆太（BOSアクションユニティ）
- VFXスーパーバイザー - 阪上和也
- VFXプロデューサー - 藤田卓也
- プロデューサー - 清野正一郎、長谷川晴彦（ROBOT）
- ラインプロデューサー - 小柳智則
- アシスタントプロデューサー - 伊澤紀人
- アソシエイトプロデューサー - 中村明美、関根健晴
- 企画協力 - Cruiser
- パイロット版協力 - ソフト・オン・デマンド
- 制作協力 - ROBOT
- 製作著作 - スカパー!

## 放送日程
| 初回放送日     | 放送回 | サブタイトル | 脚本               | 監督     |
| -------------- | ------ | ------------ | ------------------ | -------- |
| 2017年05月10日 | 1      | episodeI     | 古屋雄作、藤澤浩和 | 古屋雄作 |
| 5月17日        | 2      | episodeII    | 古屋雄作、藤澤浩和 | 高橋正弥 |
| 5月24日        | 3      | episodeIII   | 古屋雄作、藤澤浩和 | 古屋雄作 |
| 5月31日        | 4      | episodeIV    | 古屋雄作、藤澤浩和 | 高橋正弥 |
| 6月7日         | 5      | episodeV     | 古屋雄作、藤澤浩和 | 古屋雄作 |